# David Estwick
David Cleveland Estwick ist ein Arzt für Geriatrie und Politiker aus Barbados von der Democratic Labour Party (DLP), der von 2003 bis 2018 Mitglied des House of Assembly sowie seit 2013 Minister für Umwelt und Entwässerung im Kabinett von Premierminister von Barbados Freundel Stuart war.

## Leben
Estwick begann nach dem Besuch der Princess Margaret Secondary School ein Studium der Medizin an der Wittenberg University in Springfield sowie anschließend an der University of the West Indies, welches er als Doktor der Medizin abschloss. Im Anschluss nahm er eine Tätigkeit als Arzt für Geriatrie auf.
Bei den Wahlen vom 21. Mai 2003 wurde er als Kandidat der Democratic Labour Party (DLP) erstmals zum Mitglied des House of Assembly gewählt und vertritt in diesem seither den Wahlkreis St. Philip West.
Estwick wurde nach dem Sieg der DLP bei den Wahlen vom 15. Januar 2008 von Premierminister David Thompson im Januar 2008 zunächst zum Gesundheitsminister (Minister of Health) ernannt, übernahm dann aber im Rahmen einer Regierungsumbildung bereits im November 2008 das Amt des Ministers für Wirtschaftsangelegenheiten, Landwirtschaft, Ernährung, Fischerei, Industrie und Entwicklung von Kleinunternehmen (Minister of Economic Affairs, Agriculture, Food, Fisheries, Industry and Small Business Development). Dieses Ministeramt bekleidete er seit dem 23. Oktober 2010 auch in der Regierung von Freudel Stuart, der das Amt des Premierministers nach Thompsons Tod übernommen hatte.
Im März 2013 kam es zu einem Neuzuschnitt der Ressortzuständigkeiten. Er wurde Minister für Landwirtschaft, Ernährung, Fischerei und Verwaltung der Wasserressourcen (Minister of Agriculture, Food, Fisheries and Water Resource Management) im Kabinett Stuart, während Donville Inniss, der ihn bereits im November 2008 als Gesundheitsminister abgelöst hatte, neuer Minister für Industrie, Internationale Unternehmen, Handel und Entwicklung von Kleinunternehmen wurde. Estwicks bisherige Zuständigkeit für Wirtschaftsangelegenheiten fiel in die Zuständigkeit von Finanzminister Christopher Sinckler. Er blieb Minister bis zur Regierungsablösung im Mai 2018.
Aus der Ehe mit Margaret Sahibdeen gingen drei Kinder hervor.